# ニュッサのグレゴリオス

De virginitate

ニュッサのグレゴリオス（335年頃 - 394年以降）は、4世紀のキリスト教神学者、聖職者である。正教会・非カルケドン派・カトリック教会・聖公会・ルーテル教会で聖人。372年よりニュッサの主教を務めたためこのように呼ぶ。日本正教会での表記はニッサの主教聖グリゴリイ。カッパドキア三教父のひとり。ギリシアでとくに尊崇され、「神父のなかの神父」との異名がある。

## 来歴
カッパドキア州カイサレアのキリスト教家庭に生まれた。兄にカイサリアのバシレイオス、姉にマクリナ（ともに聖人）がいる。ナジアンゾスのグレゴリオスとは友人であった。司祭となったグレゴリオスを妻テオズワ（フェオズワ）はよく補佐し、慈善活動に努め、女輔祭と呼ばれた。妻の死後、グレゴリオスはニュッサの主教に選出された。
第1回コンスタンティノポリス公会議（第二全地公会）でアリウス派を反駁した。この反駁を通じ三位一体論の確立に貢献した。また神の無限性（三位格の個の無限な交互浸透）についての神学を確立した。
書簡、マクリナ伝（姉マクリナの伝記）、雅歌講話などの著作が残っている。
正教会での記憶日はユリウス暦1月10日（グレゴリオ暦の1月23日に相当）。

## 主な著作
- 『幸福について』
- 『主の祈り講解』
- 『人間創造論』
- 『教理大講話』
- 『雅歌講話』
- 『モーセの生涯』

## 日本語訳
- 土井健司『司教と貧者:ニュッサのグレゴリオスの説教を読む』新教出版社、2007年。ISBN 9784400227519。
- ニュッサのグレゴリオス 著、大森正樹 訳『雅歌講話』新世社、1991年。ISBN 4915623408。
- 『盛期ギリシア教父』平凡社〈中世思想原典集成２〉、1992年。ISBN 458273412X。（宮本久雄訳『雅歌講話』431－482頁、秋山学訳『人間創造論』483－504頁、篠崎榮訳『教理大講話』505－612頁）
- 谷隆一郎, 熊田陽一郎 訳『ギリシア教父の神秘主義』教文館〈キリスト教神秘主義著作集１〉、1992年。ISBN 4764232014。（『モーセの生涯』所収）